# Capritermes
Capritermes es un género de termitas isópteras perteneciente a la familia Termitidae que tiene las siguientes especies:
1. Capritermes capricornis
2. Capritermes fuscotibialis
3. Capritermes laevulobliquus
4. Capritermes wuzhishanensis